# Symplocos shilanensis
Symplocos shilanensis là một loài thực vật thuộc họ Symplocaceae. Đây là loài đặc hữu của Đài Loan. Chúng hiện đang bị đe dọa vì mất môi trường sống.